# Juan Manuel Tafernaberry
Juan Manuel Tafernaberry (Uruguay, 27 de mayo de 2002) es un jugador profesional uruguayo de rugby que se desempeña en la posición de medio scrum en Peñarol Rugby, equipo perteneciente a la liga Super Rugby Américas.

## Carrera
Tafernaberry comenzó su carrera deportiva con el equipo Old Christians Club. En 2022 se unió a Peñarol Rugby, donde lleva jugando tres temporadas. También fue parte de la Selección de rugby de Uruguay.